# Плосково (Сямженский район)
Плосково — деревня в Сямженском районе Вологодской области.
Входит в состав Житьёвского сельского поселения, с точки зрения административно-территориального деления — в Филинский сельсовет.
Расстояние до районного центра Сямжи по автодороге — 14,5 км, до центра муниципального образования Житьёва по прямой — 6 км. Ближайшие населённые пункты — Ярыгино, Алферовская, Мякотиха.
По данным переписи в 2002 году постоянного населения не было.